# Arsène Wenger
Arsène Charles Ernest Wenger OBE (Straatsburg, 22 oktober 1949) is een Franse voetbaltrainer en voormalig profvoetballer. De in Straatsburg geboren Elzasser, die Duits (Elzassisch) als moedertaal spreekt, werd eind september 1996 aangesteld als trainer van Arsenal en hij bleef trainer tot mei 2018. Hij zat op zondag 31 december 2017 voor de 811de keer op de bank tijdens een competitiewedstrijd bij de Engelse club en brak daarmee het voormalige Premier League-record van Sir Alex Ferguson.
Wenger is de succesvolste coach van Arsenal aller tijden. Onder zijn leiding werd Arsenal drie keer landskampioen, won het zeven keer de FA Cup en zes keer de Community Shield. Wenger werd drie keer verkozen tot Premier League Manager of the Season, met name na de seizoenen waarin hij de club naar de landstitel leidde. Voordat hij coach van Arsenal werd, had hij de Franse club AS Nancy, de Monegaskische vereniging AS Monaco en het Japanse Nagoya Grampus Eight onder zijn hoede.

## Clubvoetbal
Wenger begon met voetballen bij de plaatselijke vereniging FC Duttlenheim. Hier speelt hij vooral als doelman en verdediger. Vanwege zijn verdienstelijk spel als centrale verdediger, wordt hem gevraagd te spelen voor AS Mutzig. Wenger ging hier op in en speelde hier tot zijn 24ste levensjaar. Dan raakt hij in beeld van FC Mulhouse, dat uitkomt in de tweede divisie in het Franse voetbal. Hier speelt Wenger in twee seizoenen 39 competitiewedstrijden, waarin hij 7 keer wist te scoren. Desondanks mocht de speler uitzien naar een nieuwe club. Wenger vond heil bij ASPV Strasbourg, een club uit de derde divisie.
In het geel-zwarte shirt van ASPV Strasbourg kende Wenger een sterke periode. Zo won hij onder meer het Elzassisch streekkampioenschap en scoorde hij zelf 20 doelpunten in 80 wedstrijden. Hierdoor kwam een delegatie van stadsgenoot RC Strasbourg op bezoek om Wenger aan het werk te zien. Dezen wisten hem in 1978 te overtuigen voor een overgang.

### RC Strasbourg
Op 29-jarige leeftijd sloot Wenger zich aan bij RC Strasbourg, dat uitkwam op het hoogste niveau en Europees voetbal afgedwongen had. In 1978/1979 eindigde Wenger met Racing bovenaan in de Division 1. Dit was de eerste en tot dusver enige titel uit de clubhistorie van RC Strasbourg. Racing kwalificeerde zich het volgende seizoen voor de Europacup I, waar ze werden uitgeschakeld door AFC Ajax.
Hoewel Wenger met Strasbourg het Frans landskampioenschap en de Elzassische beker won, kwam de bescheiden voetballer zelf slechts tot 11 competitiewedstrijden in drie seizoenen. Wenger, die binnen de club al geroemd werd om zijn tactisch inzicht, zette in 1981 een punt achter zijn spelerscarrière en begon zich op 32-jarige leeftijd te richten op hetgeen hem meer interesseerde: het trainerschap. Het daaropvolgende jaar mocht hij al beginnen als jeugdtrainer van RC Strasbourg.

### Overzicht
| Seizoen | Land      | Club            | Competitie | Duels | Goals |
| ------- | --------- | --------------- | ---------- | ----- | ----- |
| 1973–75 | Frankrijk | FC Mulhouse     | Division 2 | 39    | 7     |
| 1975–78 | Frankrijk | ASPV Strasbourg | National   | 80    | 20    |
| 1978/79 | Frankrijk | RC Strasbourg   | Division 1 | 2     | 0     |
| 1979/80 | Frankrijk | RC Strasbourg   | Division 1 | 1     | 0     |
| 1980/81 | Frankrijk | RC Strasbourg   | Division 1 | 8     | 0     |
|         |           |                 | Totaal     | 130   | 27    |

## Trainerschap
Hij behaalde zijn diploma en werd trainer bij AS Cannes, AS Nancy-Lorraine, AS Monaco, Nagoya Grampus Eight en Arsenal FC.

### Nagoya Grampus Eight
In 1995 kwam Wenger terecht bij Nagoya Grampus Eight. De Japanse club speelde al sinds de oprichting in de J-League, maar had nooit een rol van betekenis gespeeld. Daar kwam verandering toen Wenger kwam. Onder leiding van de tacticus won de club de Emperor's Cup, de Xerox Supercup en werd het tweede in de competitie achter Kashima Antlers.

### Arsenal

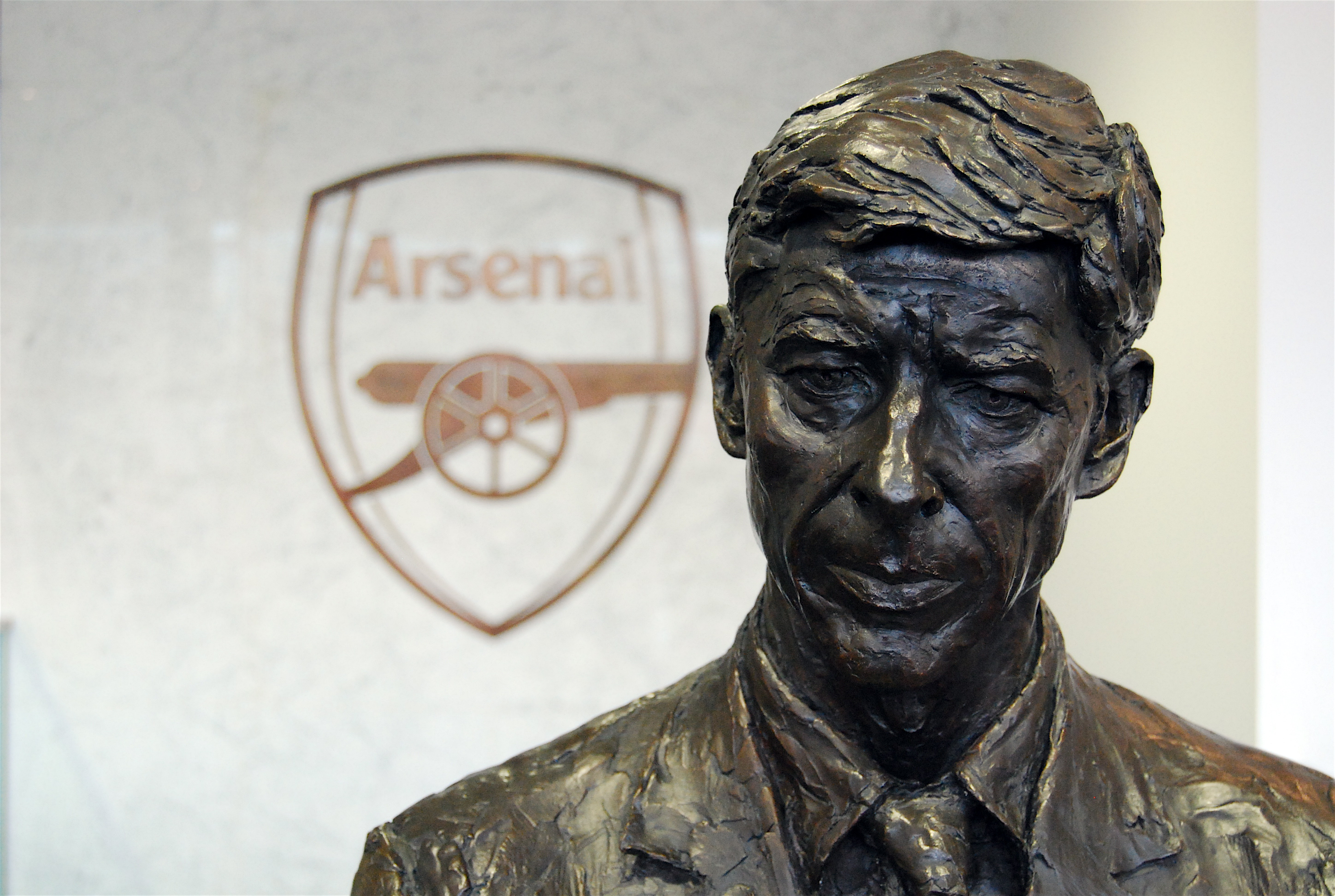
Standbeeld van Arsène Wenger.

In 1996 werd Wenger aangesteld als hoofdcoach van Arsenal. Hij kreeg weerstand, omdat hij als onbekende buitenlander de taak had om zijn voorganger George Graham te doen vergeten. Hij bracht revolutionaire veranderingen aan bij het Engelse team, van een nieuwe speelstijl tot diëten voor de spelers. In zijn eerste seizoen eindigde zijn team op de derde plaats, enkel op doelsaldo achter Newcastle United. In 1998 bracht Wenger de Londense fans na vier jaar zonder weer een trofee en ditmaal zelfs twee. Door vanaf tweede kerstdag tot en met 3 mei niet meer te verliezen, had Arsenal voldoende voorsprong opgebouwd dat het de titel in de Premier League won, ondanks dat de twee laatste wedstrijden verloren gingen en titelverdediger Manchester United de hoofdstedelingen tot op één punt naderde. De FA Cup werd zes dagen later gewonnen door op Wembley met 2-0 van Newcastle United te winnen. Het was, na 1971, de tweede keer dat de Gunners de dubbel wonnen.
Drie maanden later werd United in de openingswedstrijd van het seizoen om de Charity Shield met 3-0 verslagen. Dit jaar trokken de Mancunians aan het langste eind en wisten zij ditmaal de Premier League met één punt voorsprong te winnen. Omdat de equipe van Sir Alex Ferguson dat jaar ook de FA Cup (en de Champions League) binnen wist te halen, mocht Arsenal in 1999 als runner-up opnieuw strijden om de Charity Shield, die opnieuw in het voordeel van Wenger eindigde: 2-1. Door een kwakkelend einde van het jaar en een teleurstellend begin van de 21e eeuw, moest Arsenal genoegen nemen met een vroege uitschakeling in de Champions League en een forse achterstand op de nieuwe kampioen, Manchester United. Doordat echter de derde plaats werd bereikt in de groepsfase van het Europese hoofdtoernooi, konden de Londenaren doorgaan in de UEFA Cup, waar de finale werd bereikt. In de finale in Kopenhagen was Galatasaray na een doelpuntloze wedstrijd en strafschoppen echter te sterk. In de competitie werd op 14 punten achter the Reds ook de tweede plaats behaald. In 2001 moest Arsenal opnieuw genoegen nemen met twee tweede plaatsen: achter Ferguson's United in de competitie en achter Houllier's Liverpool in de FA Cup.
Het seizoen hierop was Wengers team ongenaakbaar, vooral in de tweede seizoenshelft, waarin Arsenal de laatste 21 wedstrijden ongeslagen bleef met als hoogtepunt de 13 laatste wedstrijden die allemaal omgezet werden in overwinningen. Deze uitstekende reeks werd beloond met het kampioenschap, doordat aartsrivaal Tottenham Hotspur op de voorlaatste speeldag de laatste belager Liverpool met 1-0 wist te verslaan. In de FA Cup werden onder meer Liverpool en Newcastle United verslagen, alvorens stadsgenoot Chelsea er aan moest geloven in de finale (2-0), waardoor Wenger zijn tweede dubbel en de derde dubbel in de clubgeschiedenis wist binnen te halen. In 2002 werd Wenger de eerste coach die de Community Shield wist te winnen (1-0 tegen Liverpool), doordat de Charity Shield dat jaar werd hernoemd. Ook won de Fransman zijn derde FA Cup. Opnieuw moest Arsène Wenger echter genoegen nemen met een tweede plaats achter Manchester United in de Premier League.
In 2004 werd Wenger's droom, die hij een jaar eerder op basis van het succesvolle seizoen 2001/02 had uitgesproken, werkelijkheid: een geheel seizoen ongeslagen blijven. AC Milan wist het in 1991/92 te doen, maar in de Engelse Premier League, die op dat moment als de sterkste competitie ter wereld beschouwd werd, werd zoiets onmogelijk bevonden. Arsenal's laatste nederlaag was op 4 mei 2003. Van die dag tot 24 oktober 2004 verloor Arsène Wenger's team, bijgenaamd The Invincibles (De Onverslaanbaren), geen enkele wedstrijd meer in competitieverband. Deze reeks overspande het gehele seizoen 2003/04, waarin het met 11 punten voorsprong op Chelsea kampioen werd door aartsrivaal Tottenham Hotspur niet verder te laten komen dan 2-2 op White Hart Lane. Met 26 overwinningen en 12 gelijke spelen bereikte Arsenal een prestatie, die hoogstwaarschijnlijk nooit meer geëvenaard wordt in de Premier League, die enkel Preston North End eerder wist te bereiken, 115 jaar eerder in wat toen het allereerste seizoen van de Engelse profcompetitie was. Als beloning voor deze uitmuntende prestatie kreeg Arsenal in tegenstelling tot de gewone trofee van zilver, een replica hiervan waarin de zilveren delen vervangen zijn door goud en vice versa.
In augustus 2004 won Wenger na twee Charity Shields ook zijn tweede Community Shield na een 3-1-overwinning op Manchester United. Vervolgens werden acht van de eerste negen competitiewedstrijden gewonnen, alvorens Sir Alex Ferguson ditmaal wel van Wenger wist te winnen en hiermee Arsenal's reeks van 49 wedstrijden op rij zonder verlies wist te beëindigen. Het seizoen eindigde Arsenal op de tweede plek achter Chelsea, dat met de overname door Roman Abramovitsj twee jaar eerder een greep naar de macht wist te verzilveren. Opnieuw won Wenger de FA Cup, ditmaal werd Manchester United na penalty's opzijgezet. Deze FA Cup-overwinning was Arsenal's tiende en Wenger's vierde, waarmee hij enkel George Ramsay, Thomas Mitchell en Alex Ferguson voor zich moet dulden als meest succesvolle coach in deze bekercompetitie.
Het seizoen 2005/06 kreeg een dubbel gevoel. Nooit eerder eindigde Wenger zo ver weg van de kampioen van de Premier League, liefst 24 punten achter Chelsea op de vierde plaats. Tegelijkertijd bereikte Arsenal echter als eerste Londense club de finale van Europa's hoofdtoernooi, de UEFA Champions League. Deze finale bereikte de Gunners ongeslagen: acht overwinningen en vier gelijke spelen brachten Arsenal via onder meer Real Madrid, Juventus en Ajax in de finale in het Stade de France tegenover de Spaanse kampioen FC Barcelona, dat onder leiding stond van Frank Rijkaard. Ondanks een voorsprong door Sol Campbell werd wellicht de grootste wedstrijd in de geschiedenis van Arsenal met 2-1 verloren.
Niet alleen sportief bracht het seizoen 2005/06 verschillende gevoelens met zich mee. Na 93 jaar op Highbury verhuisde Arsenal in 2006 naar het hypermoderne Emirates Stadium. Door het vertrek van sterspelers Thierry Henry en Dennis Bergkamp ging Arsenal een nieuwe periode tegemoet. Doordat de kosten van de bouw van het Emirates Stadium hoger uitvielen dan verwacht en hierdoor de schulden opliepen was de tijd van sterspelers aantrekken voorbij en moest Wenger gebruikmaken van de jeugdopleiding die hij de tien vorige jaren had opgebouwd. De zes volgende seizoenen werd weliswaar elk jaar door een derde of vierde plaats Europees voetbal vrijgesteld, maar het voetbal was niet meer wat de fans gewend waren op Highbury. Tweemaal werd nog een finale bereikt, beide keren de finale van de League Cup. In 2007 was rivaal Chelsea met 1-2 te sterk en vier jaar later stond dezelfde stand op het bord toen het degraderende Birmingham City er met de prijs vandoor ging. Toen in 2012 Arsenal onder Wenger de slechtste seizoensstart in 58 jaar meemaakte en voortijdig uitgeschakeld werd in de League Cup nam de kritiek op het no-spending policy van Wenger en voorzitter Ivan Gazidis toe. Ondanks wederom vroege uitschakelingen in de FA Cup en de Champions League wist Wenger's team dankzij een sterke tweede seizoenshelft, in het achtste seizoen op rij zonder prijs, op de laatste speeldag alsnog Europees voetbal veilig te stellen. In het hierop volgende seizoen werd het zuinige beleid verbroken en werd Mesut Özil voor €50 miljoen aangetrokken, wat de recordtransfer van Arsenal verdrievoudigde. Vervolgens zorgde een sterke seizoensstart ervoor dat na ruim twee jaar de eerste plaats in de Premier League weer bezet werd door Arsenal.
Op zaterdag 22 maart 2014 zat Wenger voor de duizendste keer op de bank bij Arsenal. Stadgenoot Chelsea verstoorde het jubileum door op eigen veld met 6-0 te winnen.
Wenger maakte op 20 april 2018 bekend dat het seizoen 2017/18 zijn laatste zou zijn als trainer van Arsenal. In de laatste thuiswedstrijd onder de Fransman, op zondag 6 mei, won Arsenal met 5-0 van Burnley. Voorafgaand aan het duel kreeg hij een erehaag van beide ploegen.

### Overzicht
| Periode   | Club                 | Land      | Competitie     | Functie           |
| --------- | -------------------- | --------- | -------------- | ----------------- |
| 1982–1983 | RC Strasbourg        | Frankrijk | Division 1     | Jeugdtrainer      |
| 1983–1984 | AS Cannes            | Frankrijk | Division 1     | Assistent-trainer |
| 1984–1987 | AS Nancy-Lorraine    | Frankrijk | Division 1     | Trainer           |
| 1987–1994 | AS Monaco            | Monaco    | Division 1     | Trainer           |
| 1995–1996 | Nagoya Grampus Eight | Japan     | J-League       | Trainer           |
| 1996–2018 | Arsenal              | Engeland  | Premier League | Manager/trainer   |

## Erelijst
Als speler
 AS Mutzig
- Coupe d'Alsace: 1971

 Vauban
- Coupe d'Alsace: 1977
- Division d'Honneur (Elzas): 1977

 RC Strasbourg
- Division 1: 1978/79
- Coupe d'Alsace: 1980

Als trainer
 AS Monaco
- Division 1: 1987/88
- Coupe de France: 1990/91

 Nagoya Grampus
- Emperor's Cup: 1995
- Japanse Supercup: 1996

 Arsenal
- Premier League: 1997/98, 2001/02, 2003/04
- FA Cup: 1997/98, 2001/02, 2002/03, 2004/05, 2013/14, 2014/15, 2016/17
- FA Charity Shield/FA Community Shield: 1998, 1999, 2002, 2004, 2014, 2015, 2017

## Trivia
- Wenger stond bekend als een fervent aanhanger van het gebruik van jeugdspelers. Zo liet hij geregeld jong talent doorstromen naar het eerste elftal. Meestal via de League Cup die door de Fransman gebruikt werd als een kweekcompetitie.
- Hoewel Wenger meerdere malen aangaf dat Arsenal zijn club is, werd de trainer gedurende zijn periode in Londen diverse malen gelinkt aan onder meer Real Madrid, Bayern München, Manchester City, het Engels voetbalelftal en het Frans voetbalelftal. Wenger liet telkens in de media weten dat hij niet van plan was de club te verlaten.
- Toen Wengers tegenhanger bij Manchester United, Sir Alex Ferguson, op 1 juli 2013 The Red Devils na 26 jaar verliet als hoofdtrainer, werd Wenger de langstzittende trainer bij zijn huidige club in het Engelse betaald voetbal. Op de tweede plaats van langstzittende trainer staat Paul Tisdale van Exeter City. Tisdale werd bijna tien jaar na Le Professeur aangesteld.
- Arsene Wenger heeft de UEFA Champions League nog nooit gewonnen, maar wist zich van 1999 tot en met 2017 wel telkens te kwalificeren voor de laatste 16. Arsenal haalde een keer de finale van de UEFA Champions League en werd toen verslagen door FC Barcelona door een laat doelpunt van Juliano Belletti.
- Wenger is de enige clubtrainer die de finale bereikte van alle drie de UEFA-hoofdcompetities, maar deze competities nooit won. Hij werd met AS Monaco tweede in de European Cup Winners Cup van 1991/92, met Arsenal werd hij tweede tijdens de UEFA Cup van 1999/00 en de UEFA Champions League van 2005/06.
- In 2020 werd Wenger genoemd als bondscoach van het Nederlands voetbalelftal. Hij zou zichzelf gemeld hebben bij de KNVB. Wenger deed dit af als onzin.